# Statuia „Diana” din Giurgiu
Statuia „Diana” din Giurgiu este un monument istoric aflat pe teritoriul municipiului Giurgiu.